# Fredrik Adolf, hertig av Östergötland
Fredrik Adolf, född 18 juli 1750 på Drottningholms slott, död 12 december 1803 i Montpellier, Frankrike, var svensk prins och hertig av Östergötland. Han blev överste 1762 (tolv år gammal), general och fältmarskalk 1792. Han var yngste son till kung Adolf Fredrik och drottning Lovisa Ulrika samt bror till Gustav III, Karl XIII och prinsessan Sofia Albertina.

## Biografi

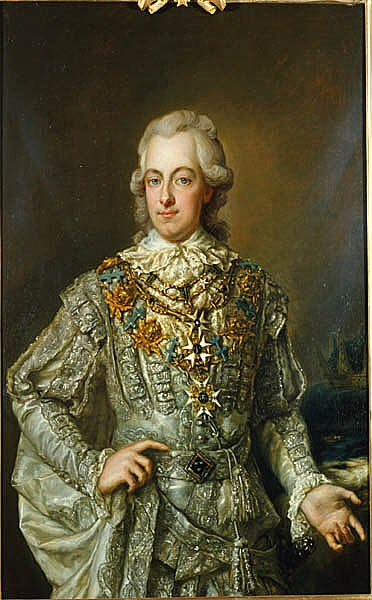
Prins Fredrik Adolf iklädd sin furstliga dräkt och såsom han såg ut vid sin brors, Gustav III:s kröning 1772. Man kan se hans krona bakom honom till höger.

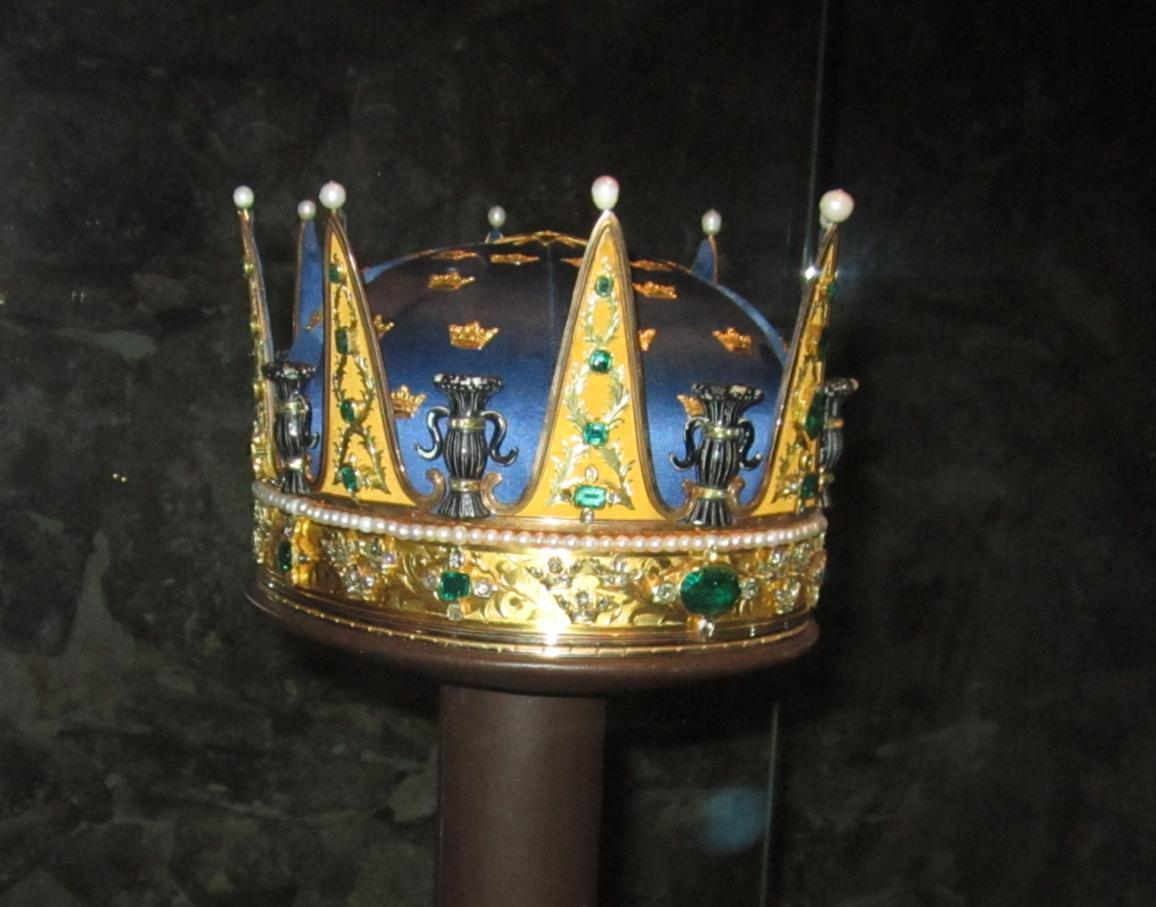
Krona skapad åt prins Fredrik Adolf till brodern Gustavs kröning 1772.

Fredrik Adolf föddes 1750 på Drottningholms slott som kronprinsparets tredje barn. Han namngavs efter sin morfar, Fredrik Vilhelm I av Preussen. Fredrik Adolf var, tillsammans med sin syster Sofia Albertina, moderns favoritbarn och kom därför att ha en mycket nära relation med båda två. Som barn hade han klen hälsa och fick en bristfällig skolgång. Liksom sina bröder Gustav och Karl blev även Fredrik utnämnd till regementschef och fick så småningom titeln fältmarskalk. Han inspekterade sitt regemente första gången 1768. Han fick följa med Gustav till Paris 1770. 
Fredrik deltog i brodern Gustav III:s statskupp 1772 och blev därefter utnämnd till hertig. Med åren kom han dock att ta opposition mot brodern och stod alltid på sin mors sida, exempelvis när hon 1778 spred rykten om kungens tveksamma faderskap till sina barn.
Under Gustav III:s konflikt med Lovisa Ulrika 1778 försvarade han entusiastiskt modern mot Gustav III. Han påminde då Gustav III om att denna hade modern att tacka för allt han visste genom den utbildning hon låtit honom få, och att Gustav skulle plågas av samvetskval om han förföljde och utvisade sin egen mor. Fredrik hävdade vid detta tillfälle att det inte var Lovisa Ulrika som hade uppfunnit ryktet att Gustav III hade anlitat Adolf Fredrik Munck att befrukta Sofia Magdalena, utan att detta var allmänna rykten:
| ”                       | Hela staden talar härom, och det tros allmänt att I ären ej helt och hållet karl, samt att det är av denna anledning som ni lockat drottningen härtill för att få en arvingen till riket. | „ |
| – hertig Fredrik Adolf, | |   |

I samband med moderns död var det dock Fredrik Adolf som övertalade henne att ta emot Gustav III. Fredrik Adolf kom dock efteråt med anklagelser mot kungen för dennes kallsinne vid dödsbädden.
Fredrik Adolf beskrevs som en av Europas vackraste prinsar, men ansågs ha svag vilja och karaktär. Han hade inga verkliga uppgifter annat än de formella. Han deltog i kriget mot Ryssland 1788. Han anförtroddes vid ett tillfälle i kungens frånvaro befälet över armén. I Sjöslaget vid Hogland ville Fredrik Adolf efter inrådan av Michael Anckarsvärd sända några av skärgårdsflottans galärer till krigsplatsen för att stärka den svenska flottan. Generaladjutanterna Johan Christopher Toll och Salomon von Rajalin vägrade dock med hänvisning till hemliga order från kungen. Fredrik Adolf ansåg att fyra ryska fartyg som annars kunnat erövras nu gick förlorade. När han därefter av kungen skickades från krigsplatsen med en kår för att sättas i garnison i Lovisa tog han i ilska omedelbart avsked ur armén och sade sig aldrig mer vilja tjänstgöra under kungen. Han stödde helt Anjalaförbundets anhängare i deras åsikter, och till övriga familjemedlemmar till och med föreslagit att med våld störta Gustav III från makten.
Ett av de få tillfällen då han fick ett politiskt uppdrag var under juli 1793 när regenten, hertig Karl, och monarken, kung Gustav IV Adolf, företog en resa genom de svenska landskapen. Fredrik Adolf blev då ordförande för interimsregeringen i Stockholm och kommendant för huvudstaden, men inga egentliga frågor ska ha avhandlats, ledamöterna ska endast ha kommit till mötena för att underteckna sina namn. När regenten och monarken reste till Skåne i maj 1794 fick han inte förnyat förtroende.     
Hans tid gick annars åt till kärleksaffärer och att spendera pengar. Han var intresserad av jakt och tillbringade mycket tid på sitt lantställe Tullgarns slott.
1800 reste Fredrik Adolf av hälsoskäl till Tyskland och därefter till Frankrike. Han avled i Montpellier 12 december 1803. Han är gravsatt i Riddarholmskyrkan i Stockholm. 

## Kärleksaffärer
Fredrik Adolf var mest känd för sitt kärleksliv. Han planerade många gånger att gifta sig, men ingen av planerna realiserades. Under en resa till Tyskland ville han tillfälligt gifta sig med en dotter till hertigen av Braunschweig, men inga förhandlingar vidtogs och han glömde snart bort saken. 
Första gången han friade var till Ulla von Höpken. Han friade till henne i Drottningholms slottspark, varvid "hon skrattade och sade ja utan ett ögonblicks tvekan, road och smickrad. Hon skrattade också ännu när han kom och föreslog henne att de skulle växla ringar och blev inte allvarligare när han började överhopa henne med juvelsmycken och andra presenter". Hennes familj tvingade henne dock att avstå från giftermålet och återsända presenterna, förklarade att den förste som friade till henne skulle bli hennes tillkommande, och arrangerade 1770 snabbt ett äktenskap för henne. 
Andra gången friade han 1774 till grevinnan Sophie von Fersen, syster till Axel von Fersen d.y., men hennes familj avslog hans frieri och arrangerade ett äktenskap åt henne 1777. 
Han hade ett långvarigt förhållande med dansösen Sophie Hagman från 1778 till 1793. Med henne hade han dottern Sophia Frederica. 1780 avbröt han tillfälligt sin relation till Sophie Hagman för att gifta sig med Margaretha Lovisa Wrangel (syster till Eleonora Charlotta d'Albedyhll), och fick Gustav III:s tillåtelse att gifta sig med henne på villkor att de väntade ett år. Efter att detta år hade gått, ändrade han sig och återupptog sitt förhållande med Hagman. 
1793 bröt Sophie Hagman med Fredrik Adolf. 1797 friade han utan framgång till Augusta Sofia av Storbritannien. Samma år inledde han ett förhållande med skådespelerskan Euphrosyne Löf som varade till 1800 då han lämnade Sverige. År 1801 friade han till Dorothea von Medem, änkehertiginna av Kurland men fick avslag.       

## Bilder

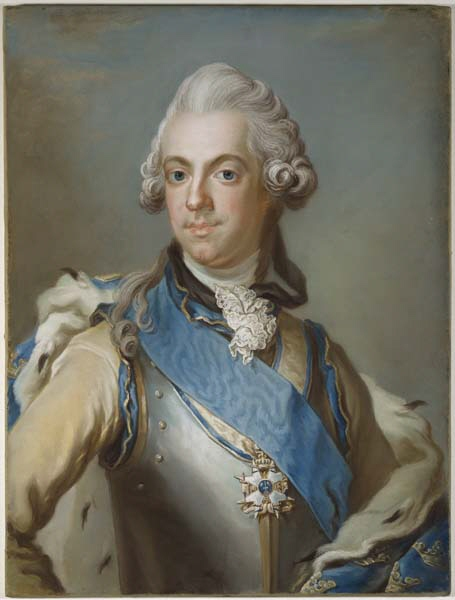
Hertig Fredrik Adolf iklädd Livdrabantkårens uniform med harnesk samt en blå furstlig mantel. Över axeln bär han Serafimerordens blåa band, och runt halsen Svärdsordens kommendörskors. Porträtt av Gustaf Lundberg, 1770-tal.
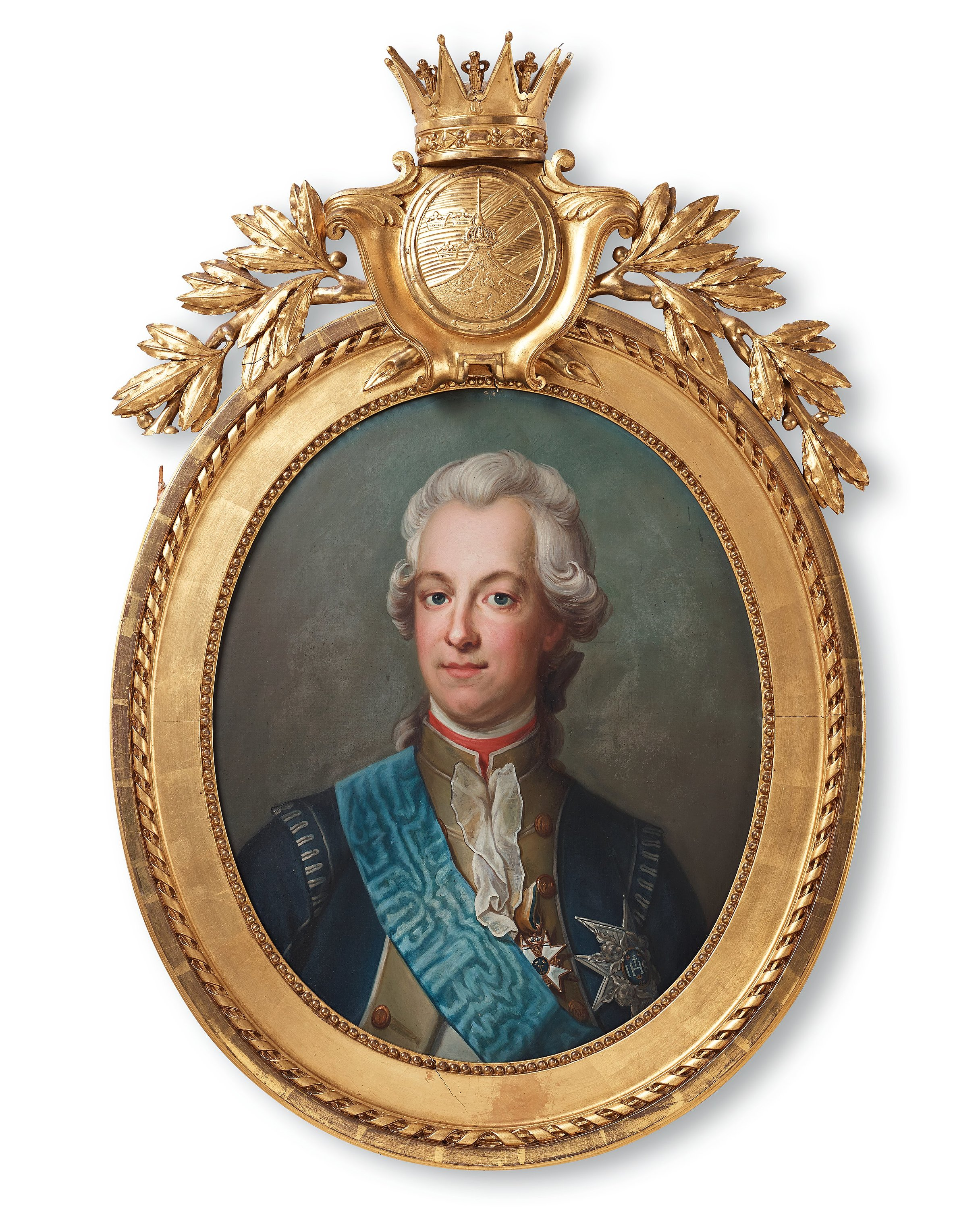
Fredrik Adolf i Västmanlands regementes uniform m/1779, då han var dess överste och chef.
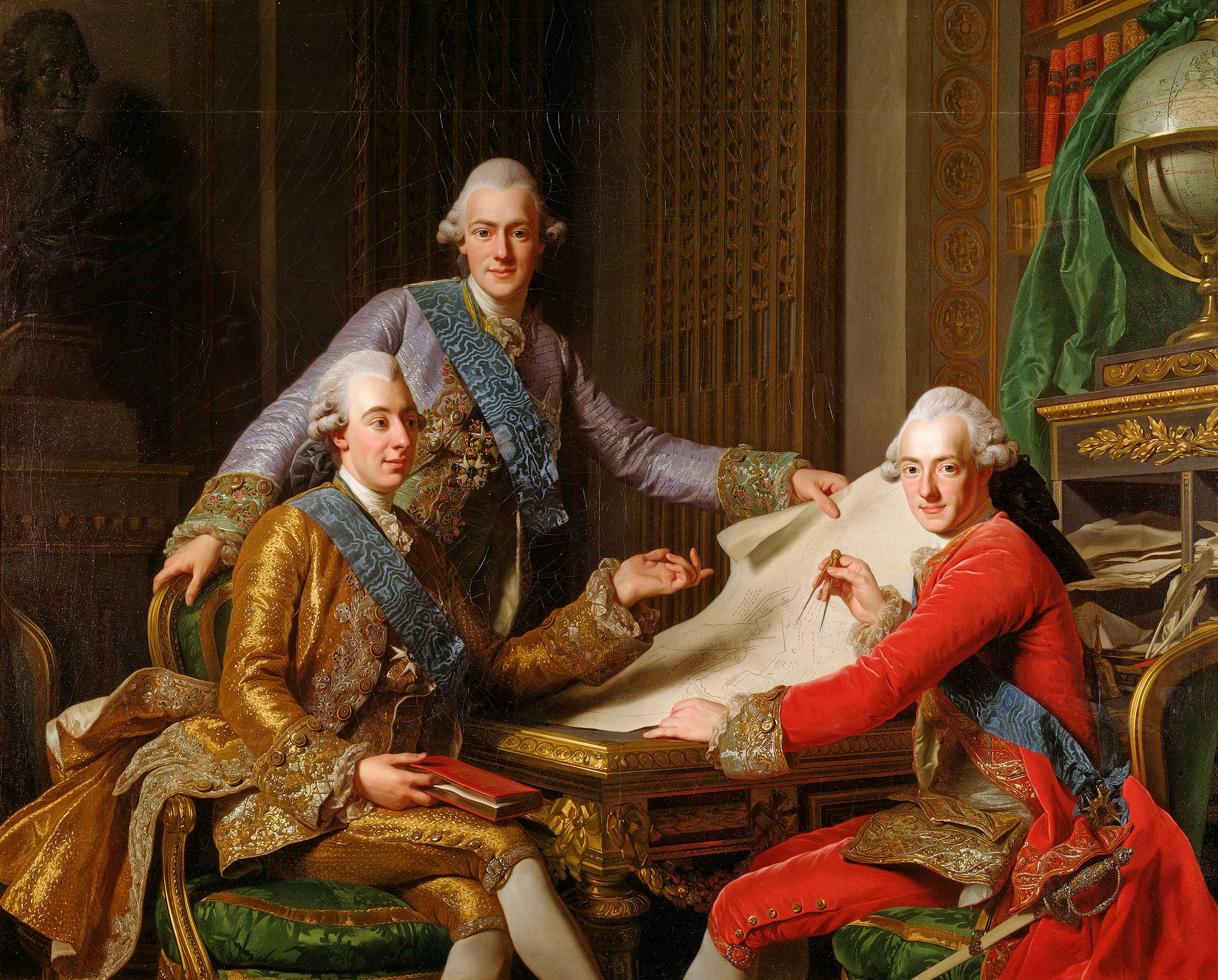
Prins Fredrik Adolf med sina bröder Gustav III och  hertig Karl, porträtterade av Alexander Roslin 1771.
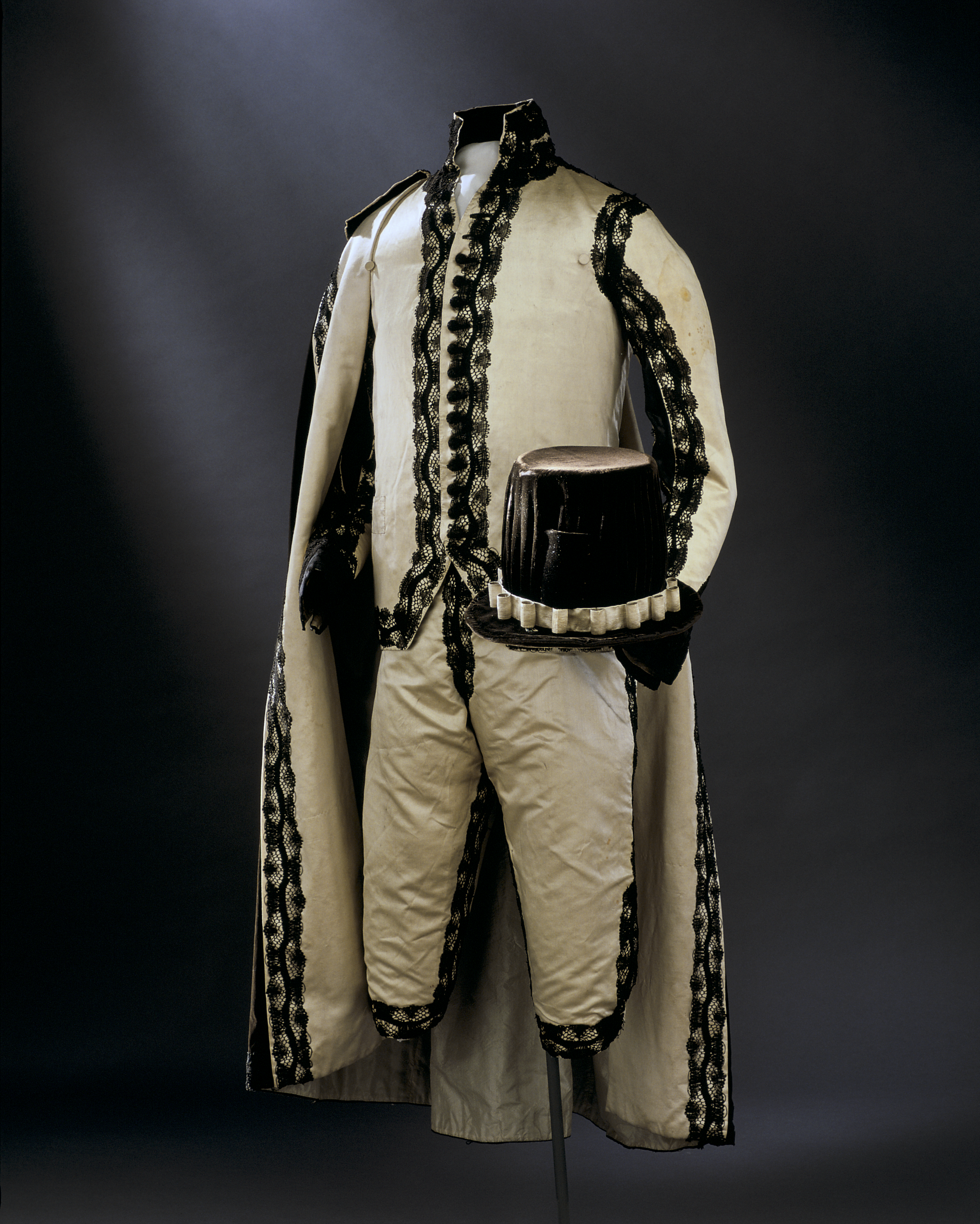
Fredrik Adolfs serafimerdräkt
Fredrik Adolfs uppstoppade häst
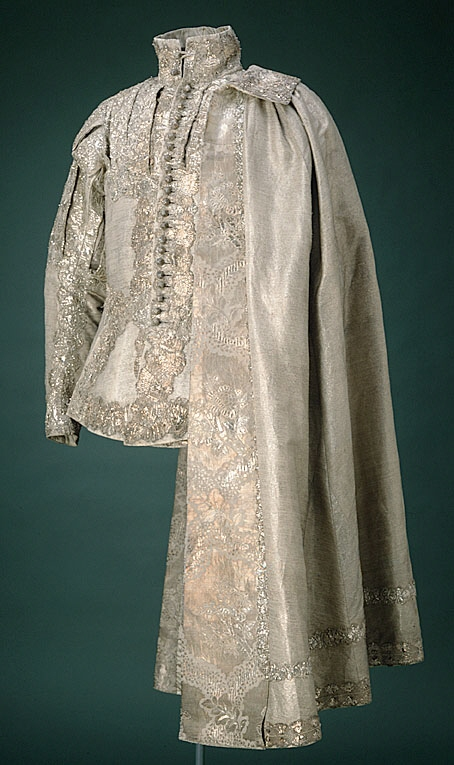
Fredrik Adolfs Furstliga dräkt från broderns kröning 1772

## Anfäder
|               |  |  |  |  |  |  |  |                           |  |  |  |  |  |  |  |                                     |  |  |  |  |  |  |  | Kristian Albrekt av Holstein-Gottorp |
|               |  |  |  |  |  |  |  |                           |  |  |  |  |  |  |  |                                     |  |  |  |  |  |  |  |                                      |
|               |  |  |  |  |  |  |  |                           |  |  |  |  |  |  |  | Kristian August av Holstein-Gottorp |  |  |  |  |  |  |  |                                      |
|               |  |  |  |  |  |  |  |                           |  |  |  |  |  |  |  |                                     |  |  |  |  |  |  |  |                                      |
|               |  |  |  |  |  |  |  |                           |  |  |  |  |  |  |  |                                     |  |  |  |  |  |  |  | Fredrika Amalia av Danmark           |
|               |  |  |  |  |  |  |  |                           |  |  |  |  |  |  |  |                                     |  |  |  |  |  |  |  |                                      |
|               |  |  |  |  |  |  |  | Adolf Fredrik             |  |  |  |  |  |  |  |                                     |  |  |  |  |  |  |  |                                      |
|               |  |  |  |  |  |  |  |                           |  |  |  |  |  |  |  |                                     |  |  |  |  |  |  |  |                                      |
|               |  |  |  |  |  |  |  |                           |  |  |  |  |  |  |  |                                     |  |  |  |  |  |  |  | Fredrik VII av Baden-Durlach         |
|               |  |  |  |  |  |  |  |                           |  |  |  |  |  |  |  |                                     |  |  |  |  |  |  |  |                                      |
|               |  |  |  |  |  |  |  |                           |  |  |  |  |  |  |  | Albertina Fredrika av Baden-Durlach |  |  |  |  |  |  |  |                                      |
|               |  |  |  |  |  |  |  |                           |  |  |  |  |  |  |  |                                     |  |  |  |  |  |  |  |                                      |
|               |  |  |  |  |  |  |  |                           |  |  |  |  |  |  |  |                                     |  |  |  |  |  |  |  | Augusta Maria av Holstein-Gottorp    |
|               |  |  |  |  |  |  |  |                           |  |  |  |  |  |  |  |                                     |  |  |  |  |  |  |  |                                      |
| Fredrik Adolf |  |  |  |  |  |  |  |                           |  |  |  |  |  |  |  |                                     |  |  |  |  |  |  |  |                                      |
|               |  |  |  |  |  |  |  |                           |  |  |  |  |  |  |  |                                     |  |  |  |  |  |  |  | Fredrik I av Preussen                |
|               |  |  |  |  |  |  |  |                           |  |  |  |  |  |  |  |                                     |  |  |  |  |  |  |  |                                      |
|               |  |  |  |  |  |  |  |                           |  |  |  |  |  |  |  | Fredrik Vilhelm I av Preussen       |  |  |  |  |  |  |  |                                      |
|               |  |  |  |  |  |  |  |                           |  |  |  |  |  |  |  |                                     |  |  |  |  |  |  |  |                                      |
|               |  |  |  |  |  |  |  |                           |  |  |  |  |  |  |  |                                     |  |  |  |  |  |  |  | Sofia Charlotta av Hannover          |
|               |  |  |  |  |  |  |  |                           |  |  |  |  |  |  |  |                                     |  |  |  |  |  |  |  |                                      |
|               |  |  |  |  |  |  |  | Lovisa Ulrika av Preussen |  |  |  |  |  |  |  |                                     |  |  |  |  |  |  |  |                                      |
|               |  |  |  |  |  |  |  |                           |  |  |  |  |  |  |  |                                     |  |  |  |  |  |  |  |                                      |
|               |  |  |  |  |  |  |  |                           |  |  |  |  |  |  |  |                                     |  |  |  |  |  |  |  | Georg I av Storbritannien            |
|               |  |  |  |  |  |  |  |                           |  |  |  |  |  |  |  |                                     |  |  |  |  |  |  |  |                                      |
|               |  |  |  |  |  |  |  |                           |  |  |  |  |  |  |  | Sofia Dorotea av Hannover           |  |  |  |  |  |  |  |                                      |
|               |  |  |  |  |  |  |  |                           |  |  |  |  |  |  |  |                                     |  |  |  |  |  |  |  |                                      |
|               |  |  |  |  |  |  |  |                           |  |  |  |  |  |  |  |                                     |  |  |  |  |  |  |  | Sofia Dorotea av Celle               |
|               |  |  |  |  |  |  |  |                           |  |  |  |  |  |  |  |                                     |  |  |  |  |  |  |  |                                      |